# Ryghnuten
Ryghnuten är en bergstopp i Antarktis. Den ligger i Östantarktis. Norge gör anspråk på området. Toppen på Ryghnuten är 2 630 meter över havet, eller 290 meter över den omgivande terrängen. Bredden vid basen är 1,3 km.
Terrängen runt Ryghnuten är varierad. Trakten är obefolkad. Det finns inga samhällen i närheten. 